# Fosfazeny
Fosfazeny jsou sloučeniny tvořené řetězci nebo cykly z atomů fosforu a dusíku, v nichž se pravidelně střídá jednoduchá a dvojná vazba.

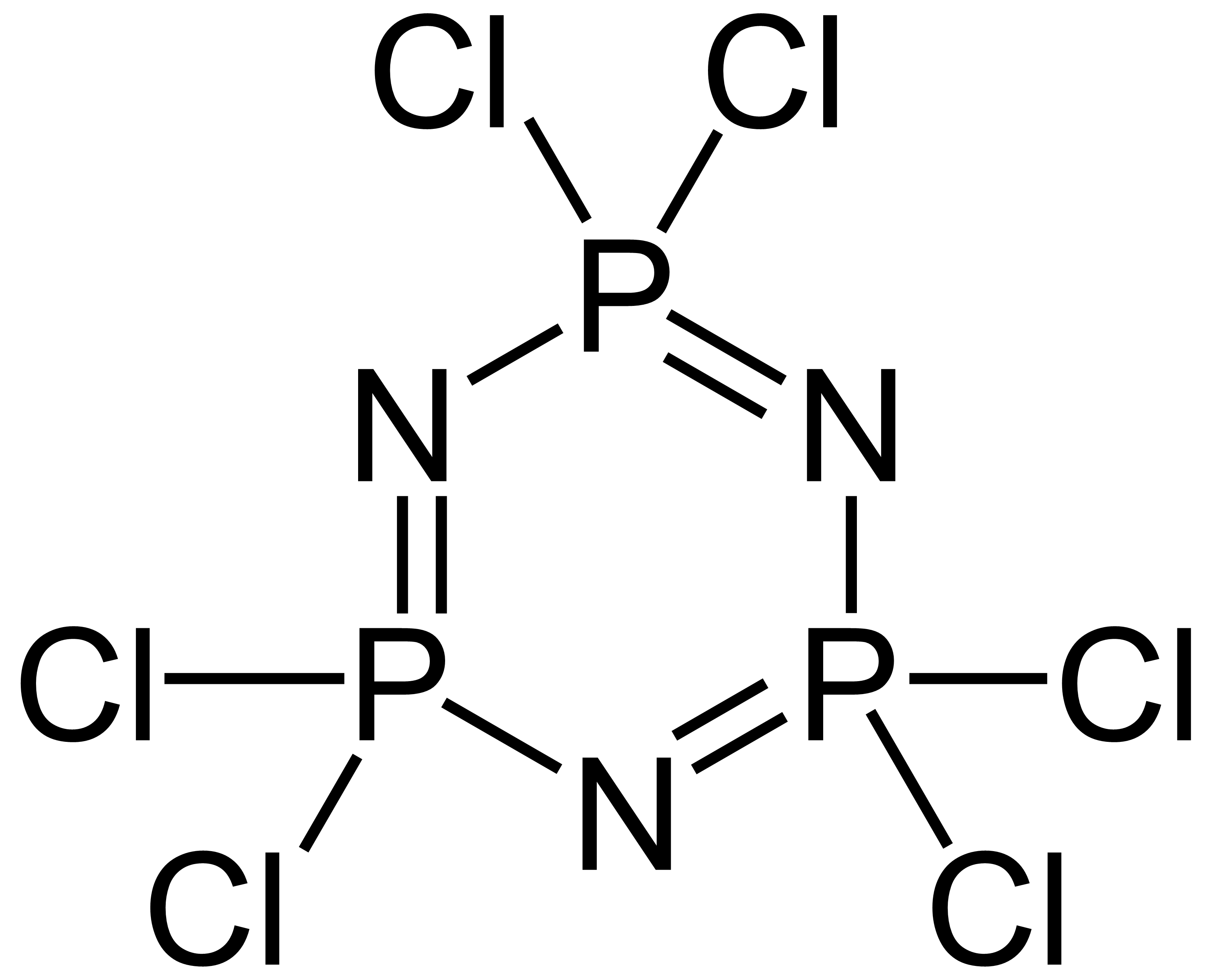
Struktura hexachlorcyklotrifosfazenu

Nejznámějším představitelem je cyklický trimer hexachlorcyklotrifosfazen, který se připravuje reakcí chloridu fosforečného a chloridu amonného.
Fosfazeny a jejich deriváty nacházejí využití jako pesticidy, kancerostatika, antioxidanty, zpomalovače hoření, apod.